# 徳川千枝子
徳川 千枝子（とくがわ ちえこ、1896年（明治29年）7月30日 - 1973年（昭和48年）7月1日）は、明治時代から昭和時代の女性。清水徳川家第8代当主・徳川好敏の夫人。父は松平忠威。

## 生涯
島原藩主・松平忠和の長男・松平忠威の長女として生まれる。母は土浦藩主・土屋挙直の娘である峰子。清水徳川家第8代当主・徳川好敏に嫁ぎ、好敏との間に2男5女を儲ける。1922年（大正11年）に長男の徳川豪英を出産。
1973年（昭和48年）、死去。